# 維利米爾·斯蒂潘諾維奇
維利米爾·斯蒂潘諾維奇（1993年8月7日—）是一位塞爾維亞游泳運動員。他擅長自由泳和蝶泳項目。在2014年歐洲游泳世錦賽上，他獲得200米和400米自由泳項目的金牌。他也曾經參加過青年奧運會和2011年游泳世錦賽等賽事。